# Circoncisione di Gesù (Parmigianino)

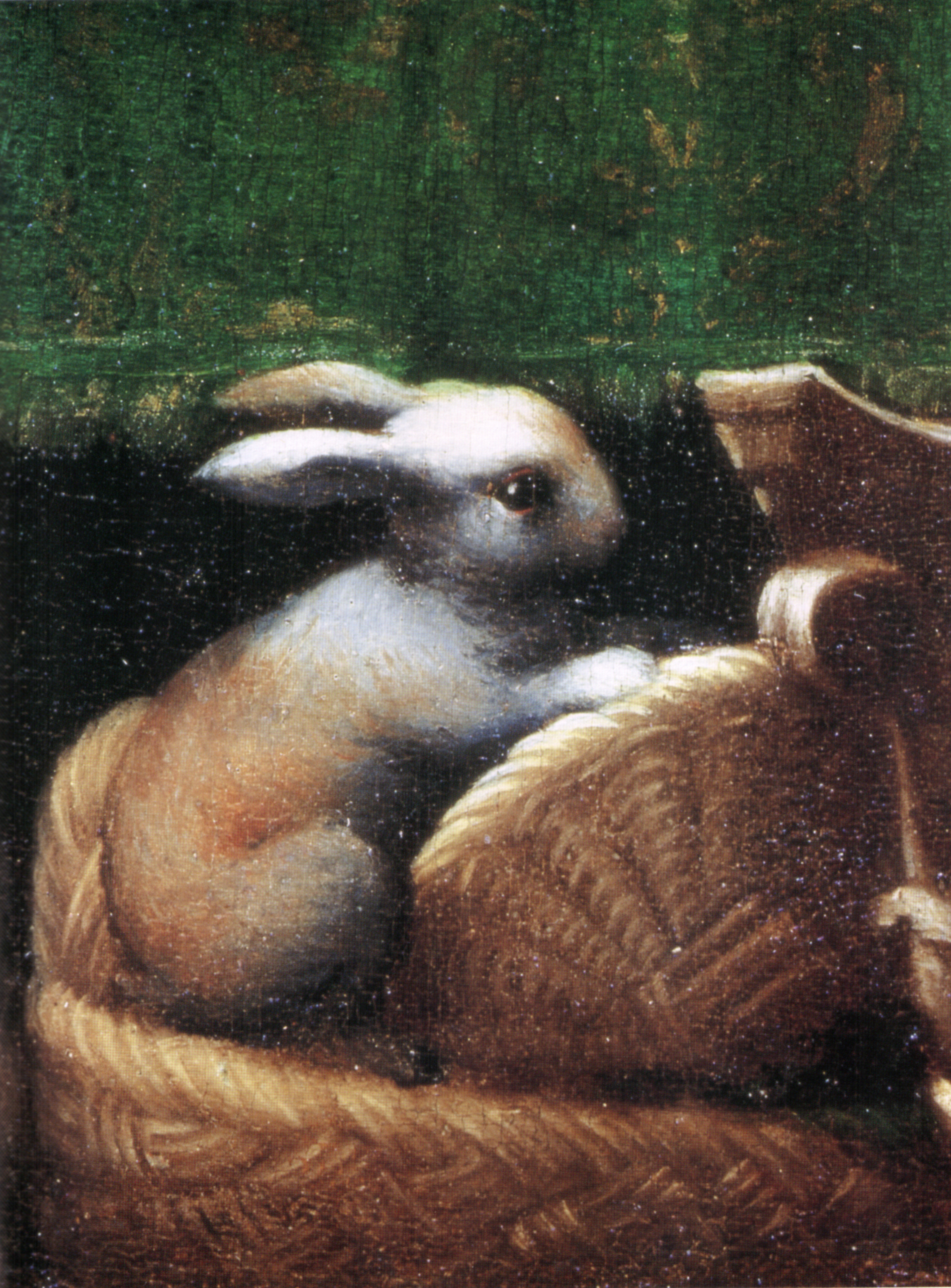
Dettaglio

La Circoncisione di Gesù è un dipinto a olio su tavola (42x31,4 cm) del Parmigianino, databile al 1523 circa e conservato nell'Institute of Arts di Detroit.

## Storia
Una Circoncisione del Parmigianino è descritta dal Vasari tra le opere del soggiorno romano. La descrizione però non combacia perfettamente con l'opera di Detroit, essendo sì presente la luce proveniente "dalle vampe del volto di Cristo", ma mancando i personaggi che "camminavano con certe scale e torce accese in mano e l'ultime erano scoperte et illuminate dall'aurora, che mostrava un leggiadrissimo paese con infiniti casamenti".
Di Giampaolo ritiene che l'opera descritta sia proprio quella di Detroit, donata a papa Clemente VII e dipinta a Parma di dimensioni piccole, per essere portata facilmente durante il viaggio. Lo studio virtuosistico di più fonti di luce sembra infatti un esercizio di stile al pari dell'Autoritratto entro uno specchio convesso.
Nella ricostruzione di D. Ekserdjian dai beni papali l'opera sarebbe passata a Carlo V che l'avrebbe portata a Valladolid, l'allora capitale del Regno di Castiglia, Madrid diverrà capitale con il figlio Filippo II. Fino al 1809 al convento del Rosario di Madrid, sarebbe poi passato alla Real Academia de San Fernando, da dove con le spoliazioni napoleoniche finì nel 1814 nelle collezioni di Eugène Beauharnais, poi duca di Leuchtenberg e principe di Eichstätt stabilitosi a Monaco di Baviera. Fu la sua vedova di suo nipote Massimiliano, Marija Nikolaevna Romanova figlia dello zar Nicola I, a portarla a San Pietroburgo.
L'opera è nota con certezza solo da quegli anni, gli anni trenta, dell'Ottocento, e fu illustrata da un'incisione di J. W. Muxel nel 1851. Nel 1917 venne venduta a Stoccolma e acquistata dalla A.B. Nordiska Kompaniet, che qualche anno dopo la cedette all'americano Axel Beskow. Egli, nel 1936 la donò al museo di Detroit, in cambio di uno scrittoio antico in possesso dell'istituzione.
Già assegnato a Parmigianino da Heil (1930) e da Frölich-Bum (1930), venne estromesso dal catalogo dell'artista da Freedberg (1950), che però cambiò idea dopo il restauro del 1977 e in seguito l'attribuzione fu confermata da Oberhuber (1989) e Di Giampaolo (1991). La datazione al 1523 circa è confermata da raffronti con opere della fase giovanile e dallo stile del disegno preparatorio al Cabinet des Dessins (inv. 6390).

## Descrizione e stile
L'opera illustra un passo del Vangelo di Luca (2, 22-32), in cui è descritta la cerimonia ebraica della circoncisione e della purificazione di Maria, a cui rimandano le colombe portate in sacrificio.
La scena è incentrata sulla figura di Gesù Bambino al centro, fulcro luminoso, che emette raggi di luce, e geometrico degli sguardi e dei gesti dei personaggi che si accalcano attorno a lui. A sinistra si vede una giovanissima Madonna, dai capelli biondi e dal profilo purissimo che ricorda quello della Santa Barbara di Madrid. Due personaggi in pose varie confabulano a sinistra, sullo sfondo di un sole nascente che sporge da una nube in un cielo ancora nero, mentre a destra si contano sei personaggi, accalcati su due file, oltre al sacerdote che regge il Bambino sull'altare e regge il coltellino per il rituale. In basso, tra i cestini delle offerte, stanno due coniglietti, che ricordano analoghi dettagli della fascia dell'arco nella prima cappella affrescata dall'artista in San Giovanni Evangelista a Parma.
Lo sfondo tratteggiato con sveltezza: una colonna e una quinta architettonica. Interessante è il linguaggio corsivo e a tratti smaltato a tratti vellutato della pennellata, che dà un senso particolarmente moderno, anticipando il gusto del manierismo.